# 宋琬故居
宋琬故居，位于山东省烟台市莱阳市大寺街，是中华人民共和国山东省文物保护单位之一。
1992年6月12日，授予山东省文物保护单位，是一座古建筑及历史纪念建筑。